# Jennings (Luisiana)
Jennings é uma cidade localizada no estado americano de Luisiana, na Paróquia de Jefferson Davis.

## Demografia
Segundo o censo americano de 2000, a sua população era de 10.986 habitantes.
Em 2006, foi estimada uma população de 10.631, um decréscimo de 355 (-3.2%).

## Geografia
De acordo com o United States Census Bureau tem uma área de
26,5 km², dos quais 26,5 km² cobertos por terra e 0,0 km² cobertos por água. Jennings localiza-se a aproximadamente 9 m acima do nível do mar.

## Localidades na vizinhança
O diagrama seguinte representa as localidades num raio de 20 km ao redor de Jennings.